# 杭州香格里拉饭店
杭州香格里拉饭店是位于杭州西湖北侧的北山路78号的五星级酒店，由1962年建成的西泠饭店与杭州饭店合并而成，曾承担周恩来总理接待尼克松总统等国事任务，1984年开业。

## 简介
饭店由东楼和西楼组成，东楼7层，西楼6层。拥有382间客房，3个餐厅，8个会议室，以及健身中心等配套设施。上一次装修是2009年。